# Eberhard Frey

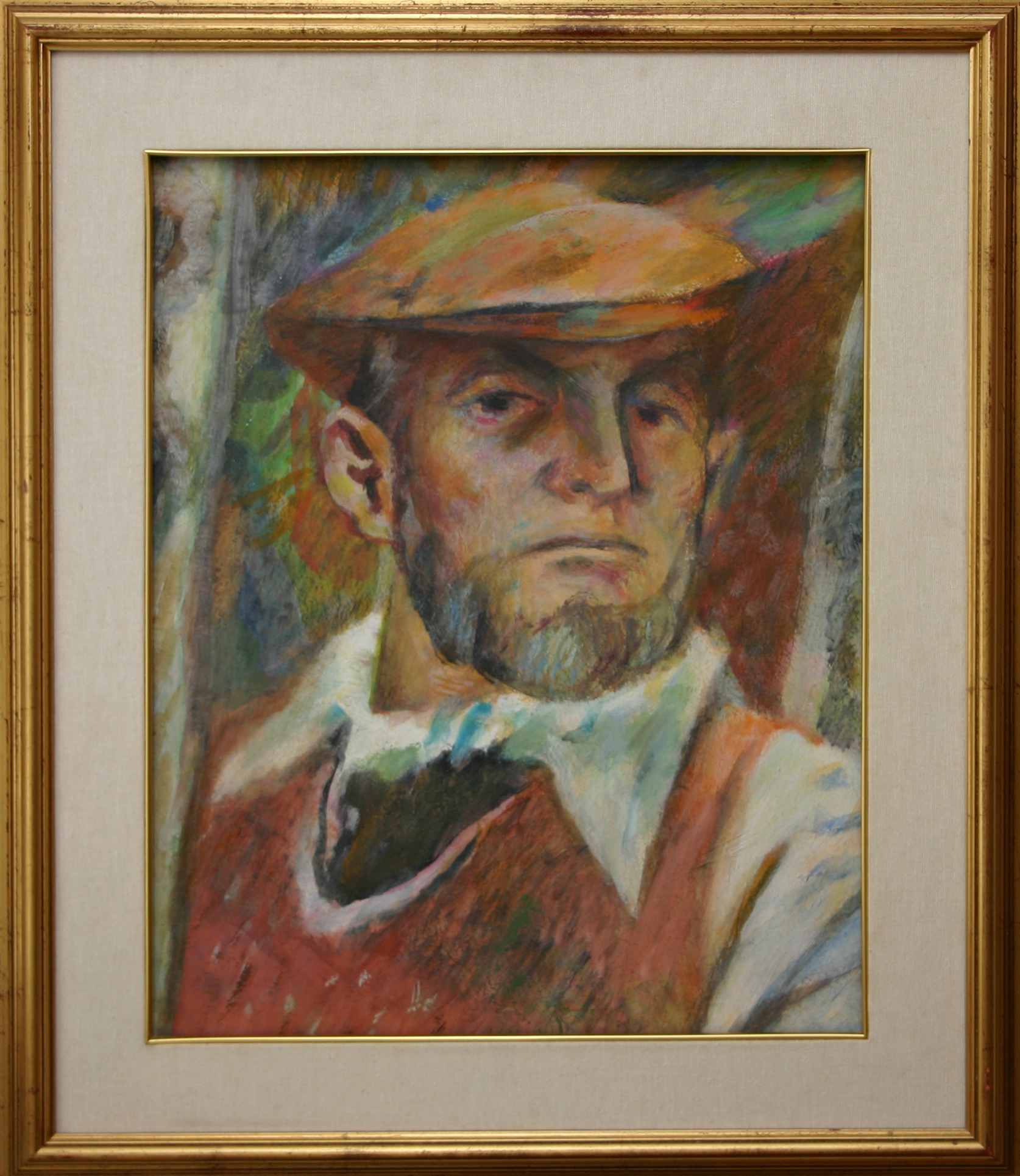
Selbstbildnis – Privatbesitz

Eberhard Frey (* 27. Februar 1916 in Lauterbach (Landkreis Sprottau), Schlesien; † 6. März 1993 in Bernburg (Saale)) war ein deutscher Maler und Grafiker.

## Leben
Frey machte im Jahr 1935 sein Abitur in Liegnitz. 1938 bis 1939 und 1942 studierte er an den Vereinigten Staatsschulen und an der Hochschule für Kunsterziehung, unter anderem bei Willy Jaeckel in Berlin.
Danach nahm er als Soldat der Wehrmacht am Zweiten Weltkrieg teil. Nach der Entlassung aus der Kriegsgefangenschaft lebte er von Herbst 1945 bis 1960 in Gernrode als freischaffender Maler. 1958/1959 hatte er einen Vertrag mit dem Braunkohlenwerk Nachterstedt. 1960 zog er nach Helbra und Eisleben. Dort hatte er einen Vertrag mit dem Mansfeld-Kombinat, in dessen Kulturhaus er einen Mal- und Zeichenzirkel leitete und später diesen Zirkel an der Volkshochschule. Ab Mai 1968 war er in Bernburg ansässig, wo er einen Vertrag mit den Kali-, Soda- und Zementwerken Bernburg hatte.
Frey war Mitglied des Verbands Bildender Künstler der DDR und dessen Zentraler Arbeitsgemeinschaft Bildnerisches Volksschaffen.
Studienreisen führten ihn nach Leningrad, Moskau, Kiew, in den Kaukasus, nach Georgien, nach Budapest, Bukarest, Prag, München, an die Mosel, Paris, Hamburg, Lübeck, Padua, Venedig sowie Südtirol.
Werke Freys befinden sich u. a. im Besitz des Kunstmuseums Moritzburg Halle (Saale), im Museum Schloss Bernburg, Georgium Dessau, Kunstmuseum Gera, Museum Bautzen sowie im Privatbesitz.

## Galerie

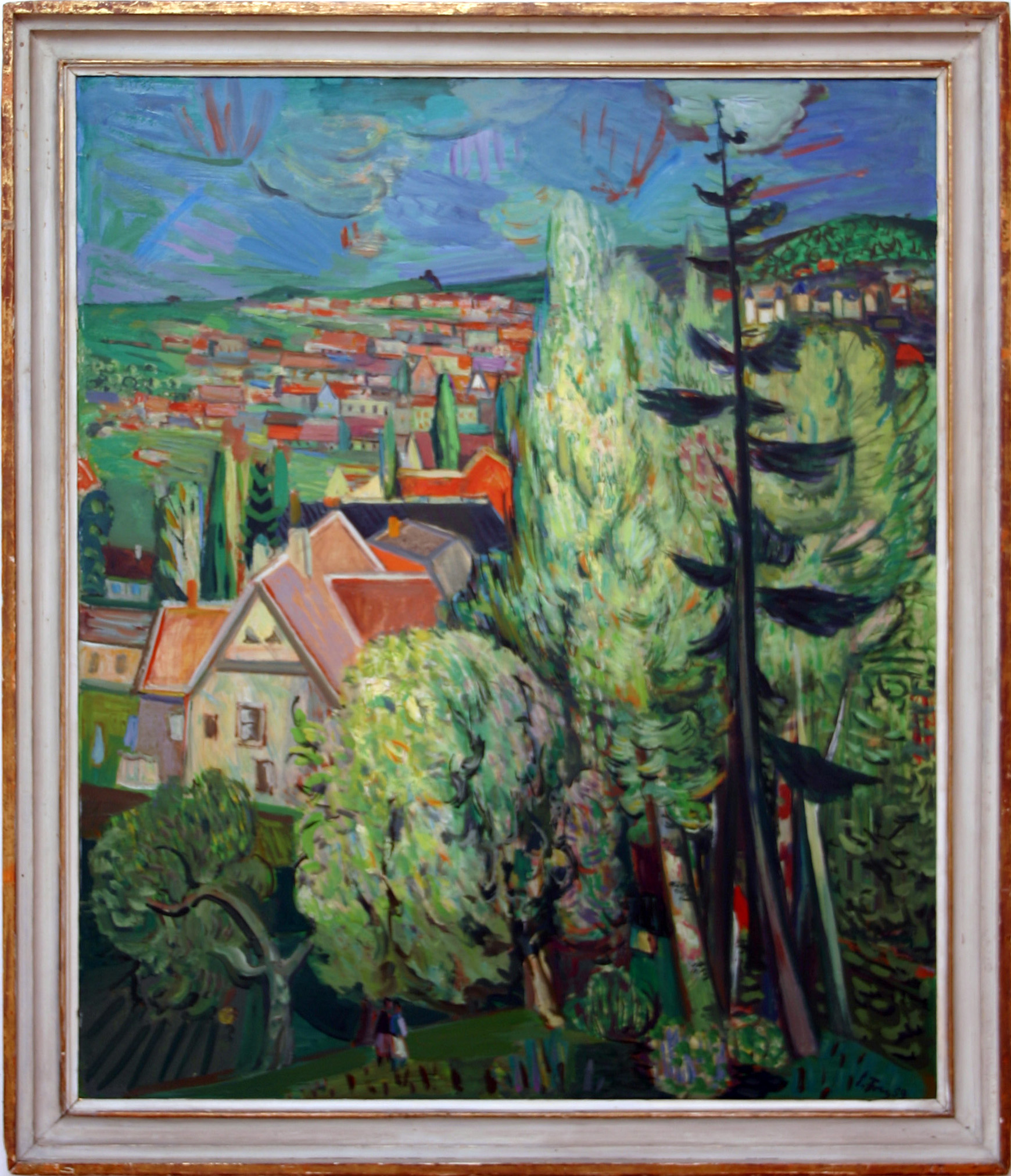
Blick auf Gernrode (1959) Museum Bernburg
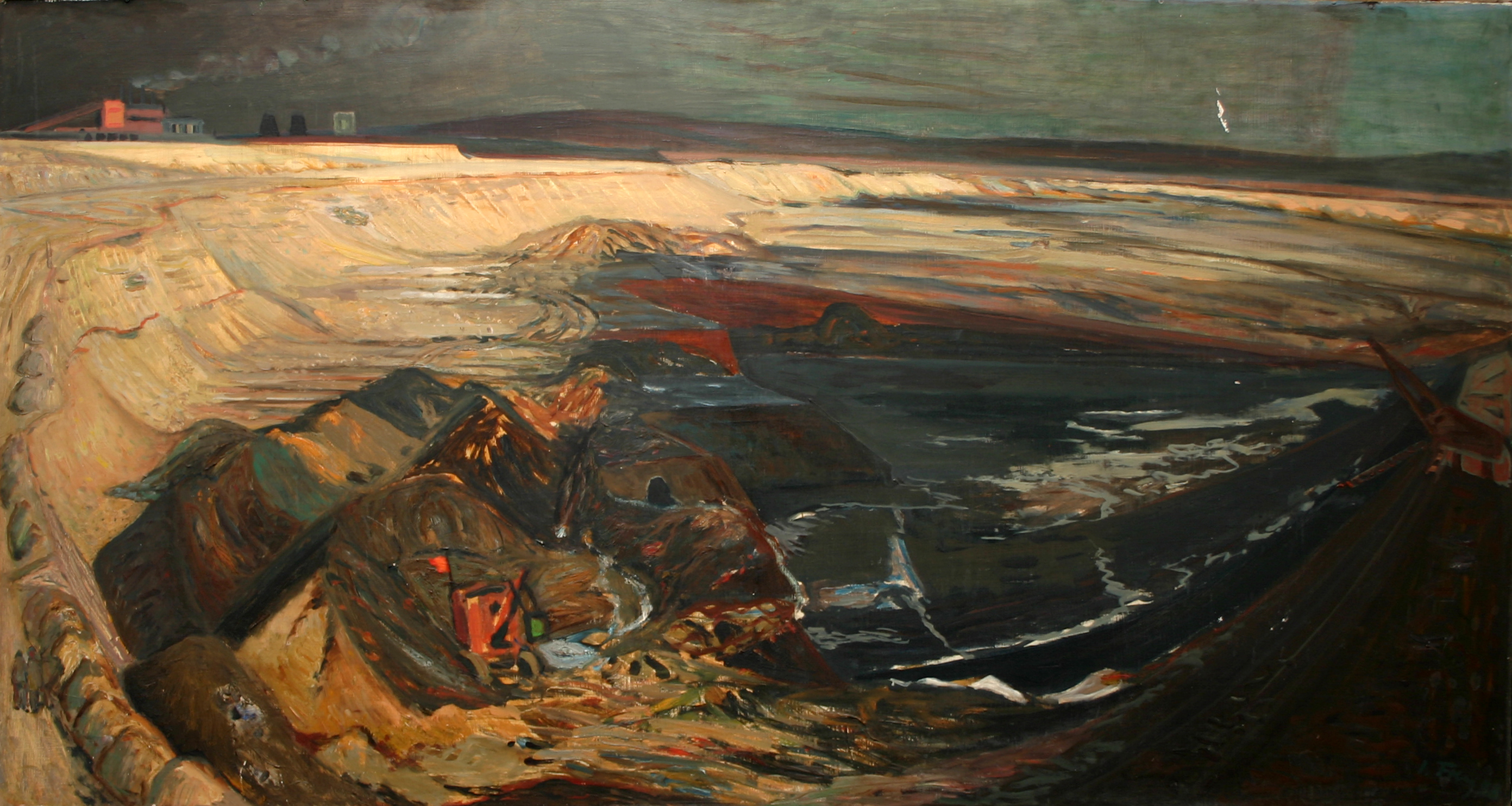
Der düstere Tagebau (1958) Galerie Hettstedt
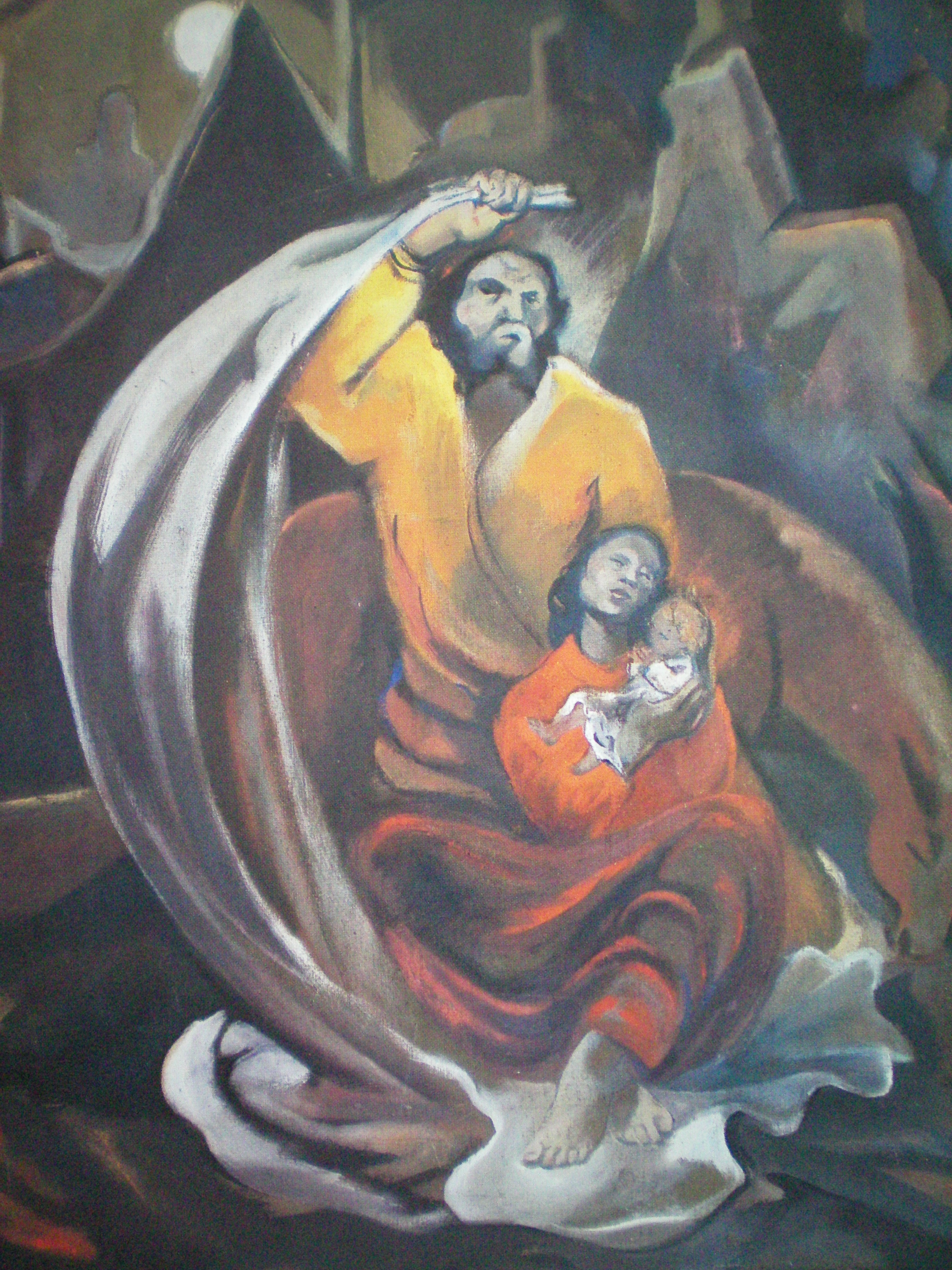
Ruhe auf der Flucht (1945) Museum Bernburg
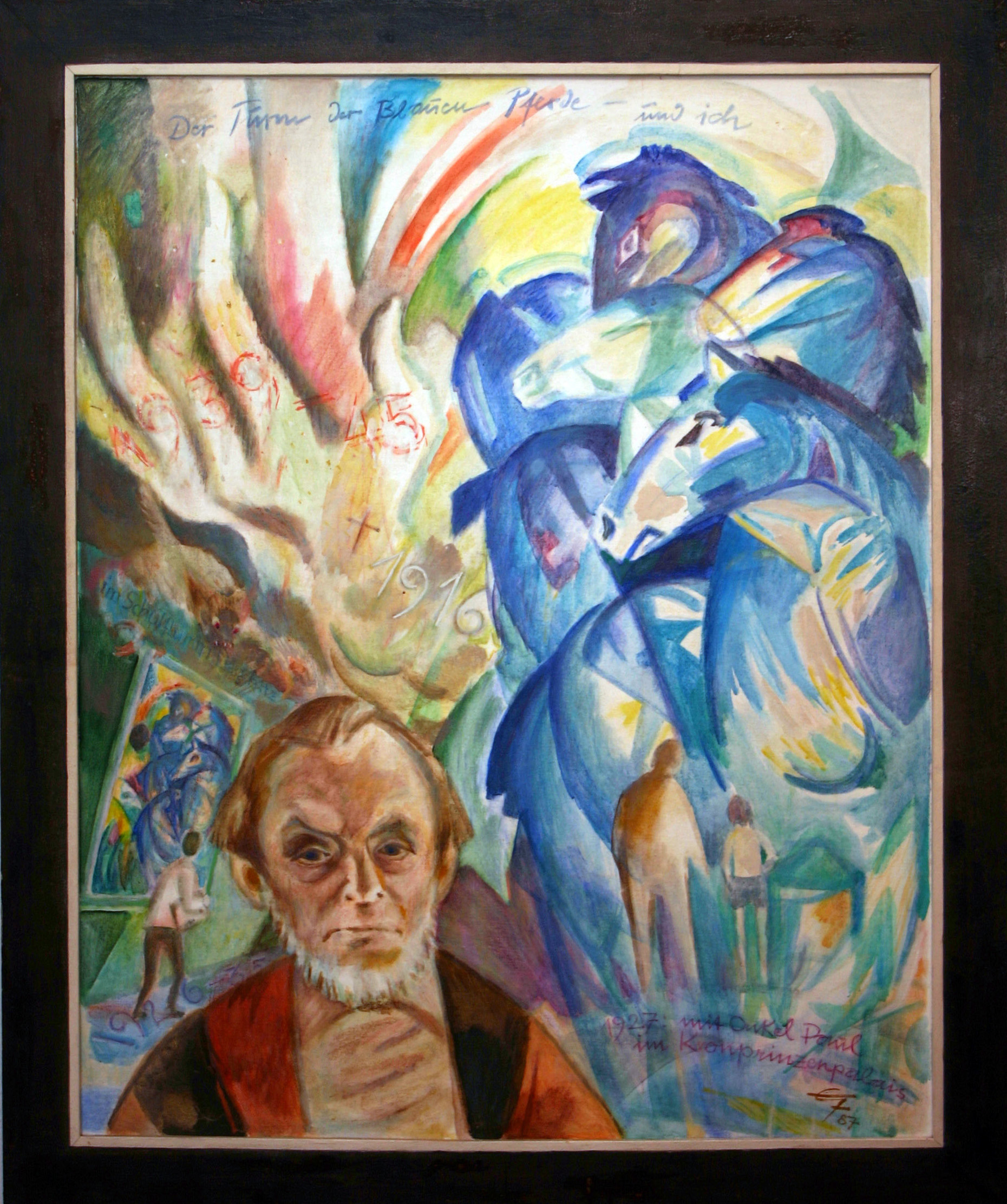
Der Turm der blauen Pferde und ich (1987) Privatbesitz
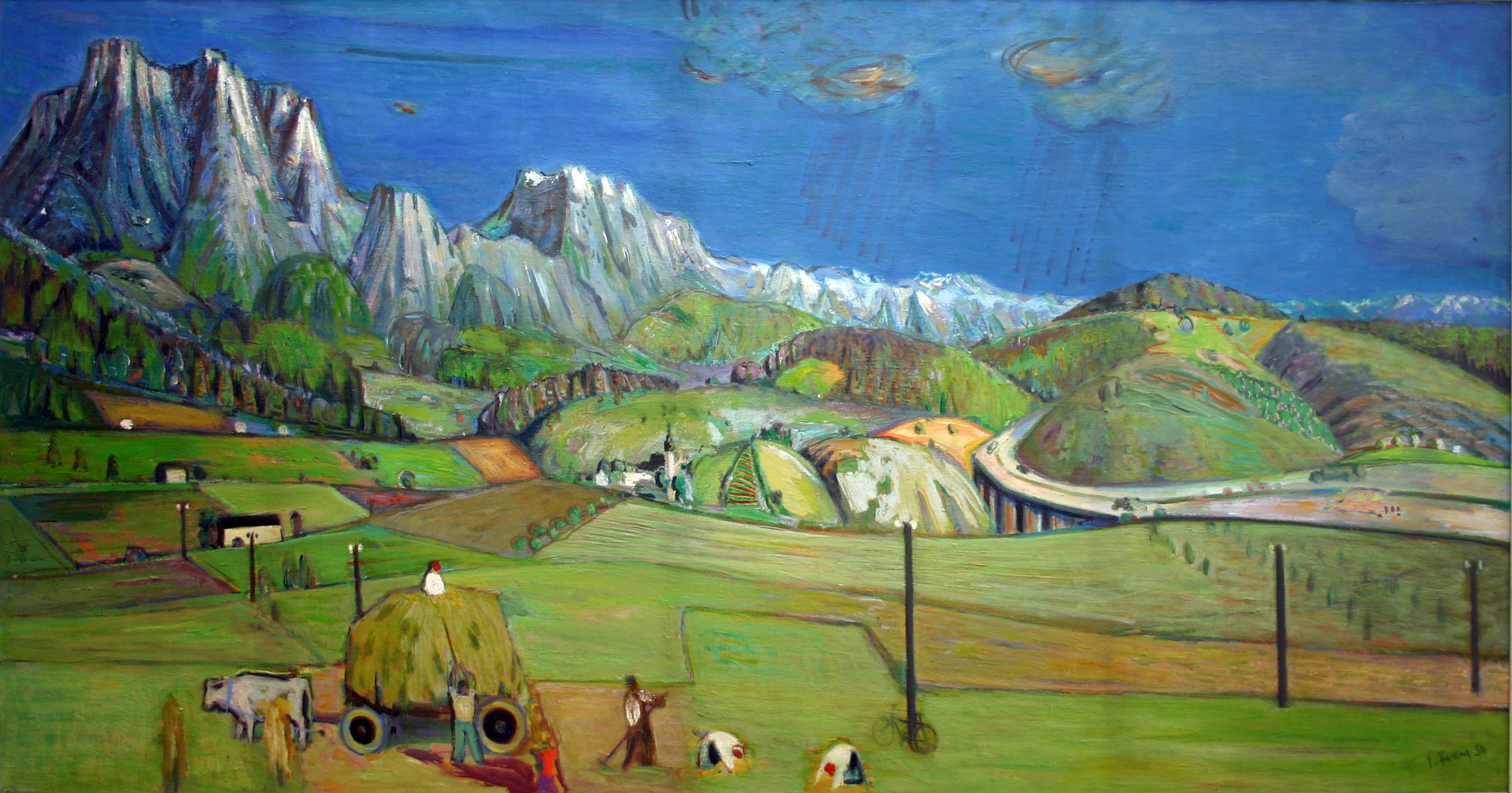
Oberbayrische Landschaft (1956) Privatbesitz
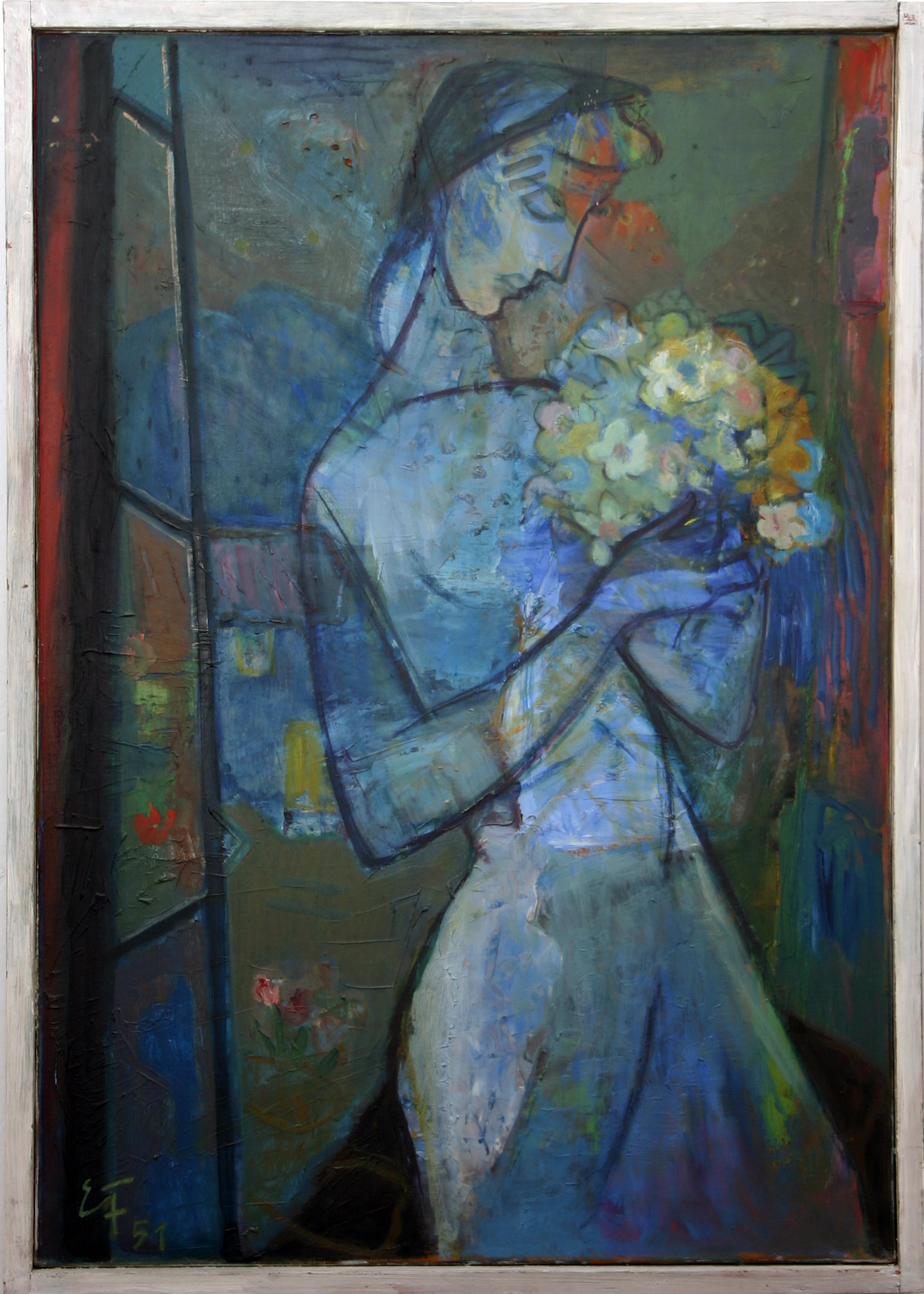
Frau aus dem Garten kommend Privatbesitz
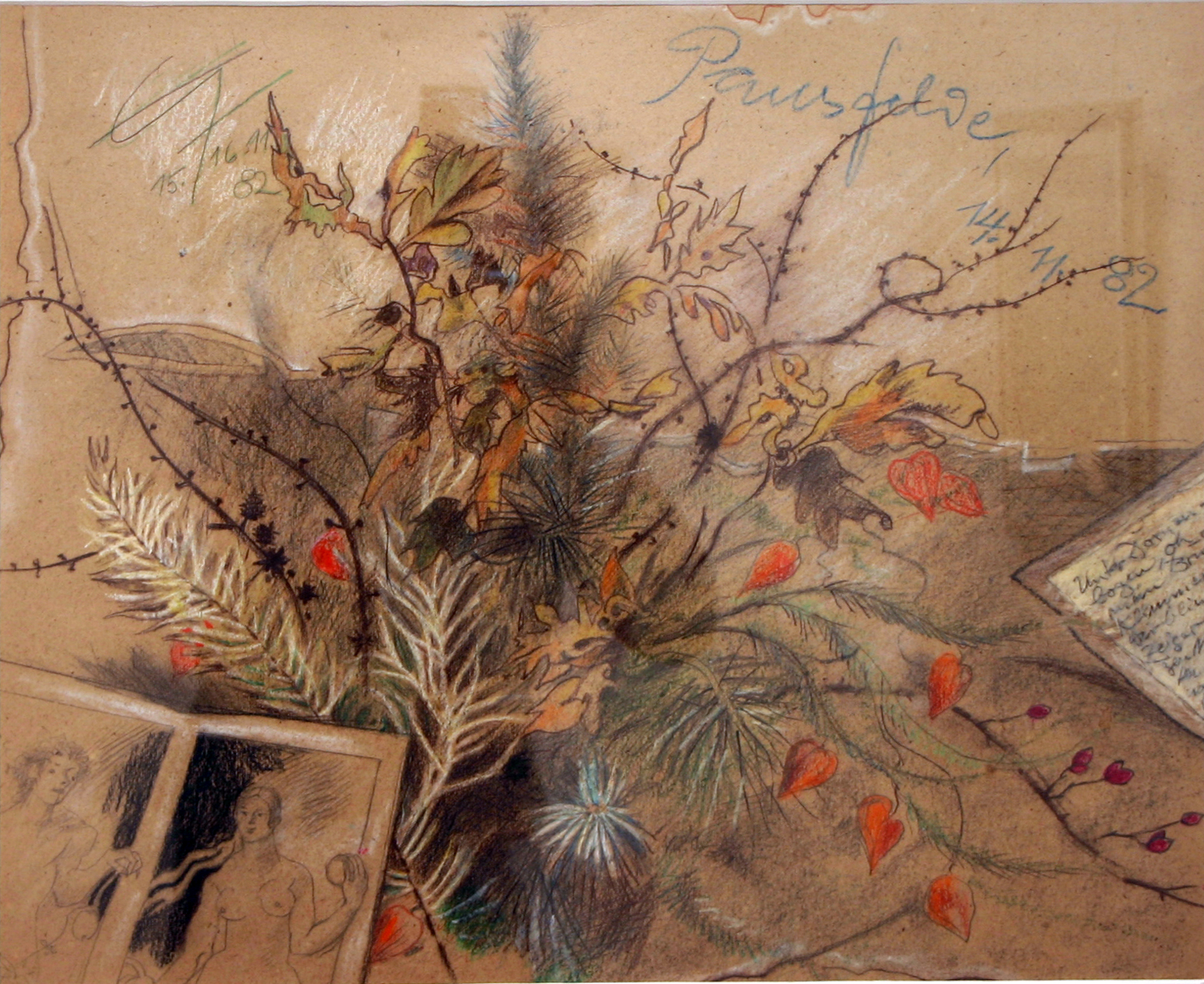
Pansfelde (1982) Privatbesitz

## Ehrungen
- 1978 Verdienstmedaille der DDR
- 1986 Kurt-Barthel-Medaille
- 1986 Hans-Grundig-Medaille
- 2017 Bernburg (Saale), Straßenbenennung; Gedenktafel am Wohnhaus, Friedrichstraße 12

## Ausstellungen (unvollständig)

### Einzelausstellungen
- 1976: Dessau, Staatliche Galerie Schloss Georgium (Bilder und Zeichnungen)

- postum 1993: Bernburg, Museum Schloss Bernburg (Gedächtnisausstellung)

### Ausstellungsbeteiligungen
- 1949: Dresden (Allgemeine Deutsche Kunstausstellung)
- 1953: Berlin, Pergamonmuseum („Junge Graphik“)

- 1951/52: Berlin, Museumsbau am Kupfergraben („Künstler schaffen für den Frieden“)

- 1958/1959, 1962/1963 und 1967/1968: Dresden, Vierte[1] bis VI. Deutsche Kunstausstellung

- 1968: Halle/Saale („Sieger der Geschichte“)

- 1969, 1974 und 1979: Halle (Bezirkskunstausstellung)

- 1979: Berlin, Altes Museum („Jugend in der Kunst“)

- 1985: Erfurt, Gelände der Internationalen Gartenbauausstellung („Künstler im Bündnis“)